# Connor Franta
Connor Joel Franta, född 12 september 1992, är en amerikansk videobloggare, författare och entreprenör. I december 2015 hade Franta cirka 5,1 miljoner prenumeranter på sin personliga Youtubekanal. Han var även tidigare en medlem i gruppen Our2ndLife tillsammans med Kian Lawley, JC Caylen, Ricky Dillon, Trevi Moran och Sam Pottorff innan han lämnade i juli 2014.
Förutom sina regelbundna videobloggar' har Franta varit involverad i olika entreprenöriella projekt. Han driver även ett kaffe-, livsstils- och klädmärke, Common Culture. 21 april 2015 publicerades hans debutbok och memoar, A Work In Progress.
Den 8 december 2014 kom Franta ut som homosexuell i en Youtube-video.